# Impatiens nanatonanensis
Impatiens nanatonanensis är en balsaminväxtart som beskrevs av Fischer och Raheliv. Impatiens nanatonanensis ingår i släktet balsaminer, och familjen balsaminväxter. Inga underarter finns listade i Catalogue of Life.